# Oospila aliphera
Oospila aliphera là một loài bướm đêm trong họ Geometridae.